# Mount Edgecumbe (Alaska)
Der Mount Edgecumbe ist ein 975 m hoher Schichtvulkan auf Kruzof Island im Alexanderarchipel im Südosten Alaskas.
Der Vulkan erhebt sich 25 km westlich von Sitka an der Westküste von Kruzof Island. Er bildet die höchste Erhebung der Insel. Der Vulkan befindet sich auf der Nordamerikanischen Platte 10–15 km von der Queen-Charlotte-Fairweather-Transformstörung entfernt. Der Vulkan ist Teil eines Vulkanfeldes, welches zusätzlich noch die benachbarten Krater Crater Ridge und Shell Mountain umfasst. Die vermutlich letzte vulkanische Aktivität waren phreatomagmatische Explosionen während des mittleren Holozäns.
Der Berg erhielt seinen Namen durch James Cook im Jahr 1778. Im Juli 1805 gelang Juri Fjodorowitsch Lissjanski die erste dokumentierte Besteigung des Berges.

## Trivia
Am 1. April 1970 entzündete der 50-jährige Ortsansässige Oliver Bickar 70 kerosingetränkte Reifen im Krater, sodass der Eindruck entstand, dass der Vulkan bald ausbrechen würde. Als schließlich die Behörden alarmiert wurden, entdeckte man 15 Meter große, auf den Schnee gesprühte, Worte „April Fools“ („Aprilscherz“). Die Associated Press und einige internationale Zeitungen berichteten über den Vorfall, welcher heutzutage weithin als einer der besten Aprilscherze aller Zeiten angesehen wird.